# Pantxi Sirieix
Pantxi Sirieix (Bordeaux, 7 oktober 1980) is een Frans voetballer die bij voorkeur als defensieve middenvelder speelt. Hij staat onder contract bij Toulouse.

## Clubcarrière
Sirieux werd geboren in Bordeaux en begon met voetballen in de Ligue 1 bij AJ Auxerre. Nadat zijn contract in 2004 afliep, trok hij naar de rivaal Toulouse. Inmiddels speelde hij meer dan 200 wedstrijden voor de club en is hij de langst dienende speler van het team.
2 Nicolaisen ·
3 McKenzie ·
4 Cresswell ·
5 Genreau ·
6 Akdağ ·
7 Aboukhlal ·
8 Sierro  ·
9 Magri ·
10 Gboho ·
12 Kamanzi ·
13 King ·
15 Dønnum ·
17 Suazo ·
19 Sidibé ·
20 Schmidt ·
21 Zajc ·
23 Cásseres ·
30 Domínguez ·
50 Restes ·
80 Babicka ·
Coach: Martínez